# Butia yatay
Butia argentin
Espèce
Classification phylogénétique
Synonymes
- Butia capitata subsp. yatay  (Mart.) Herter
- Butia missionera  Deble & Marchiori
- Butia quaraimana Deble & Marchiori
- Calappa yatay  (Mart.) Kuntze
- Cocos yatay  Mart.
- Syagrus yatay  (Mart.) Glassman

Le Butia yatay (Mart.) Becc. (1916), ou Butia argentin, est un palmier qui appartient à la famille des Arécacées et au genre Butia.
Noms communs : butia argentin, yatay...
C'est un palmier rustique qui résiste à des températures pouvant descendre jusqu'à -12 °C environ.

## Classification
- Famille des Arecaceae
  - Sous-famille des Arecoideae
    - Tribu des Cocoseae
      - Sous-tribu des Attaleinae [2].

## Habitat
Sud du Brésil, Nord de Uruguay, Nord-Est de l'Argentine dans les savanes à faible altitude, où poussent des arbres de faible taille et des hautes herbes. Il pousse sur des sols secs, sablonneux et pauvres, où il forme des colonies assez denses et très étendues.
Le climat est subtropical à tempéré doux, avec des hivers assez frais, et des périodes sèches parfois assez longues.

## Description
- Stipe : Solitaire et robuste, il peut atteindre 8 à 10 mètres de hauteur. Il est de couleur grise et conserve longtemps la base des pétioles fanées.
- Feuilles : Elles sont pennées. Elles sont plus courtes, régulières et récurvées que les feuilles du Butia capitata. Elles ont une couleur bleutée.
- Inflorescences : Elles portent des fleurs mâles et femelles.
- Fruits : Ils sont ovoïdes et mesurent quelques centimètres de longueur. Ils contiennent des graines allongées, dont un bout est pointu. Les fruits sont comestibles. Ils ont une saveur acide.

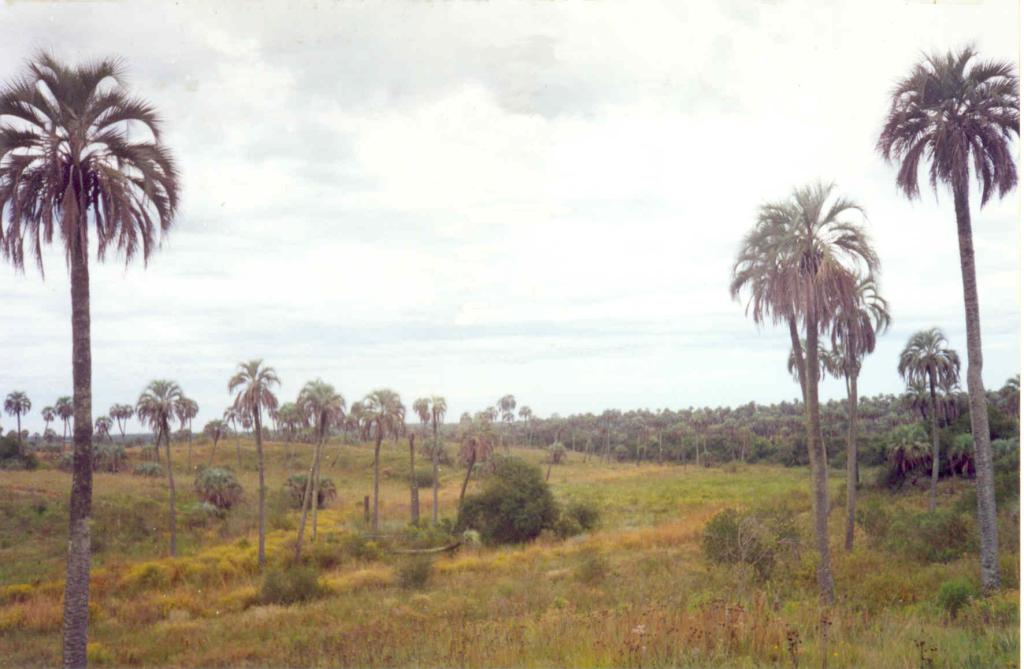
Colonie de Butia yatay dans le Parque Nacional El Palmar en Argentine

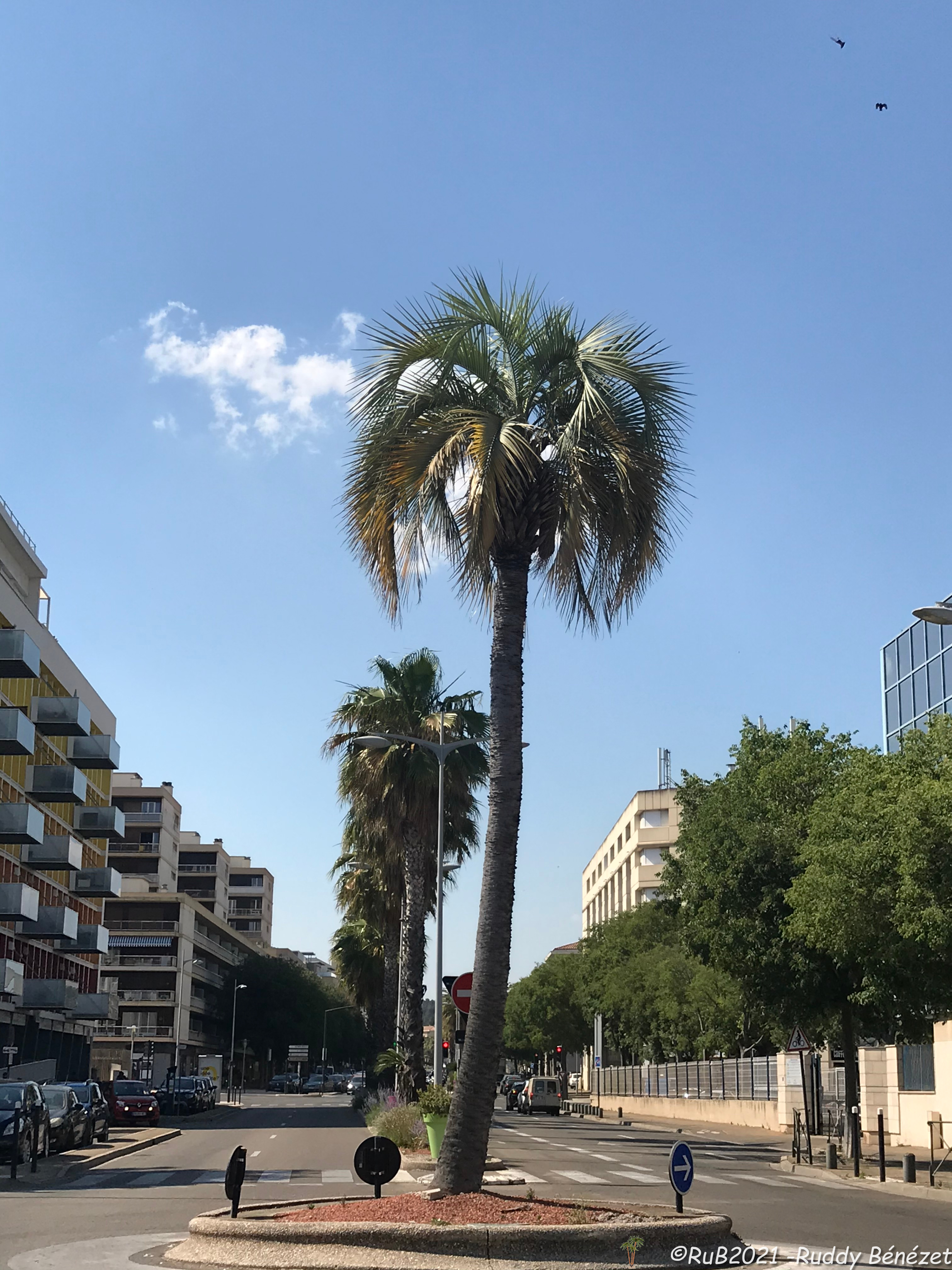
Butia yatay rond point de la rue de Verdun à Nîmes

Ce Butia yatay est un palmier pouvant atteindre 12 m de haut, présente des feuilles pennées, à 140 folioles, de couleur légèrement vert bleuâtre, atteignant 2 m de long avec un pétiole de 60 cm, subligneuses et dotées d'épines. Les fleurs forment des inflorescences jaunes, pouvant contenir jusqu'à 100 fleurs protégées par une spathe ligneuse et nervurée. Le fruit semble groupé; il est ovale, aplati, de couleur orangée et de 5 à 3 cm de diamètre, protégé à la base par des bractées qui couvrent un tiers de sa surface. Ses fruits sont comestibles et c'est à partir de ceux-ci que l'on fabrique la «liqueur de yatay»*, en plus d'attirer de nombreux oiseaux ; ils étaient la nourriture principale de l'ara bleu, l’Ara glauque Anodorhynchus glaucus, maintenant présumé éteint.

## Étymologie
C'est l'une des rares plantes dont le nom scientifique est complètement dérivé des langues amérindiennes. Butia vient d'un nom vernaculaire brésilien local probablement dérivé du Tupi ancien ba atí, qui signifie 'chose épineuse', qui fait probablement référence aux épines le long des bords du pétiole de la plupart des espèces. L'épithète spécifique yatay est tirée du mot en Langue guaranie pour ce palmier, yata'i, qui  fait référence au « petit fruit dur » ,.

## Culture
Le Butia argentin est un palmier à croissance lente qui apprécie le soleil et les sols riches et bien drainés.
Cette espèce préfère les sols bien drainés, légèrement alcalins ou neutres, et beaucoup de soleil. Il nécessite beaucoup d'humidité pendant la saison de croissance, mais en hiver, il tolère bien la sécheresse et le froid, supportant des températures de plusieurs degrés en dessous de zéro, ce qui en fait l'un des palmiers a feuilles pennées les mieux adaptés aux climats continentaux avec Jubaea chilensis. Il tolère bien le vent.
Les graines ont besoin de chaleur et d'humidité pour germer, un processus qui peut être suspendu pendant plusieurs mois dans des conditions défavorables
En France, il est possible de l'acclimater sur la côte Atlantique et sur le pourtour méditerranéen.

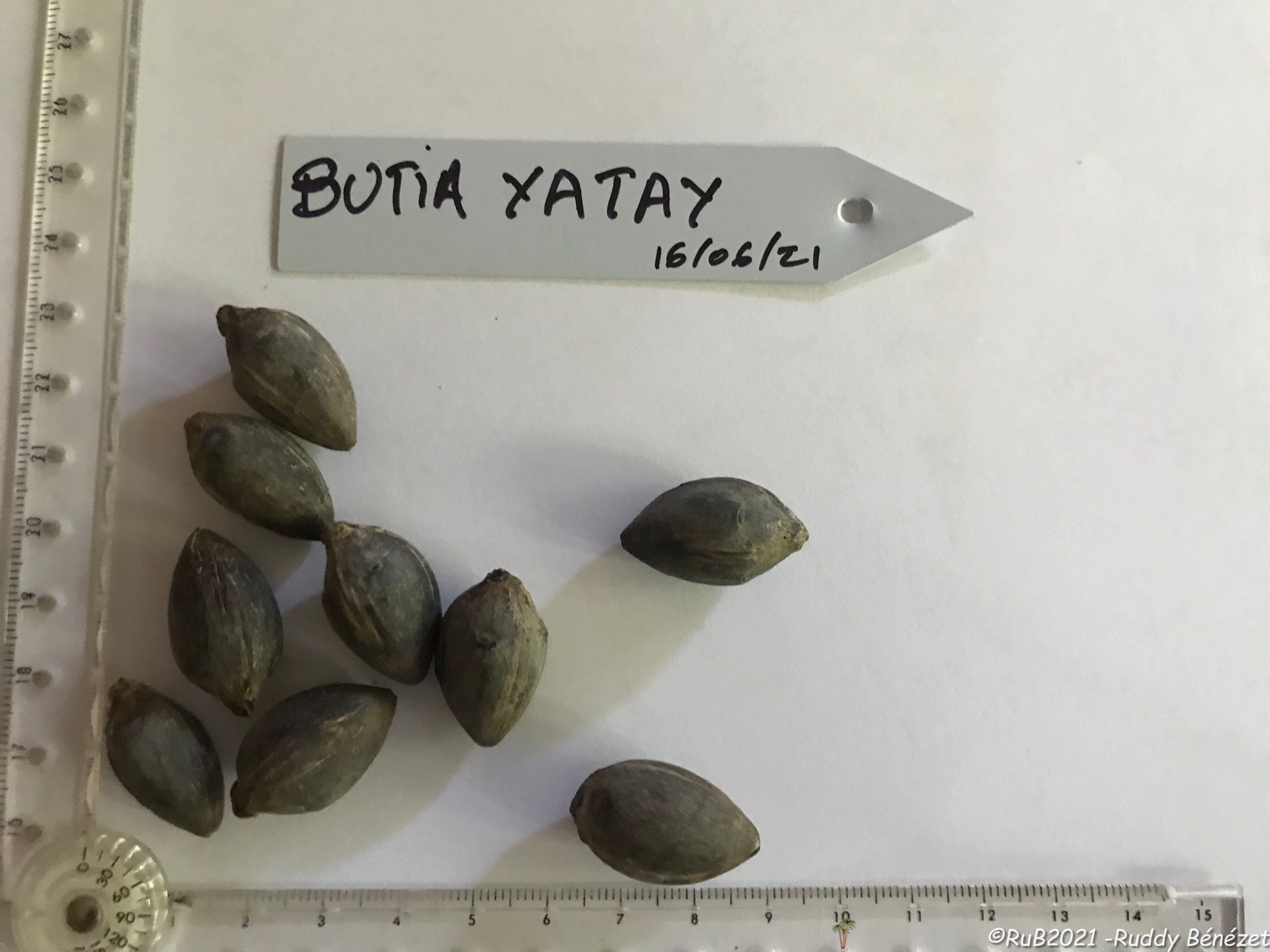
Graines du Butia yatay de la rue de Verdun à Nîmes.